# Gāo
Gāo (皋) va ser el quinzè rei de la dinastia Xia de la Xina. Possiblement va governar 11 anys, segons els Annals de bambú. Durant el tercer any del seu règim, va restaurar el poder de Tunwei (豕韦) al qual el seu pare Kǒng Jiǎ havia cessat com a cap d'estat.
El seu fill va ser Fā.